# ヘイワード・フィールド
ヘイワード・フィールド（英: Hayward Field）は、アメリカ合衆国オレゴン州・ユージーンにある陸上競技場で、アメリカ陸上競技の聖地でもある。

## 概要
オレゴン大学のキャンパス内に所在する施設であり、ヘイワードの名はかつてオレゴン大で監督を務めていたビル・ヘイワードに由来する。1919年から1966年までオレゴン大学のカレッジフットボールチームのオレゴン・ダックスがアメフトの本拠地として使用していた。なおダックスアメフトチームは66年からオーツェン・スタジアムに本拠を構えている。
球技場兼用の競技場が多い中、陸上競技に特化した世界的にも珍しい競技場である。
ワールドアスレティックスではクラス1認証スタジアムとして、万達ダイヤモンドリーグの大会、2014年には世界ジュニア選手権が開催された。2022年には7月15日より24日まで当地で世界選手権が開催されている。